# EU-Singapore Free Trade Agreement
Das EU-Singapore Free Trade Agreement, Akronym EUSFTA, ist ein Freihandels- und Investitionsschutzabkommen zwischen der Europäischen Union und Singapur. Nach Ratifizierung trat das Abkommen am 21. November 2019 in Kraft.
Das Abkommen ist aus Sicht der EU das erste Freihandelsabkommen mit einem Mitglied aus dem Verband Südostasiatischer Nationen und nach Südkorea und Japan das dritte Abkommen mit einem asiatischen Staat. Es handelt sich um eines der sogenannten Freihandelsabkommen der neuen Generation, zu denen auch TTIP und CETA gehören.

## Inhalt des Abkommens
EUSFTA behandelt die folgenden Themen:
- Aufhebung von Importzöllen und Steuern
- Vereinfachter Marktzugang für Dienstleistungsverkehr
- Marktzugang bei öffentlichen Ausschreibungen
- Verstärkte Zusammenarbeit im Bereich der Zoll- und Handelserleichterungen
- Beseitigung von technischen und nichttarifären Handelshemmnissen
- Zusammenarbeit bei der Umsetzung von gesundheits- und pflanzenschutzrechtlichen Maßnahmen
- Verbesserter Schutz der Rechte des geistigen Eigentums
- Strenge Einhaltung der wettbewerblichen Regeln
- Erneuertes Engagement für nachhaltige Entwicklung

## Geschichte
EUSFTA wurde seit März 2010 verhandelt, der Vertragstext wurde im Juni 2015 veröffentlicht. Die Verhandlungen über Güter und Dienstleistungen wurden 2012, die über Investitionsschutz am 17. Oktober 2014 abgeschlossen. Im Oktober 2018 wurde das Abkommen von der EU sowie Singapur unterzeichnet.
Historische Daten des Handels mit Gütern zwischen Singapur und der EU:

## Ratifizierung
Laut einem Gutachten des Gerichtshofs der Europäischen Union (EuGH) in Luxemburg ist EUSFTA als ein sogenanntes gemischtes Abkommen einzustufen. Um in seiner derzeitigen Form vollständig in Kraft treten zu können, müssen demnach auch alle 27 EU-Mitgliedsstaaten das Abkommen ratifizieren, was die Zustimmung ihrer nationalen Parlamente erfordert. Dies erhöht die Gefahr, dass das Abkommen an der Verweigerung einzelner EU-Staaten scheitert.
Die Kernaussage des Gutachtens lautet:
Die Bestimmungen des Abkommens zu anderen ausländischen Investitionen als Direktinvestitionen und zur Beilegung von Streitigkeiten zwischen Investoren und Staaten fallen nicht in die ausschließliche Zuständigkeit der Union, so dass das Abkommen in unveränderter Form nicht ohne die Mitwirkung der Mitgliedstaaten geschlossen werden kann.
Beauftragt wurde das Gutachten von der Europäischen Kommission, die bestätigt haben wollte, dass alleine die Organe der EU zum Abschluss des Abkommens berechtigt sind und keine Zustimmung der nationalen Parlamente benötigt.